# Cliffs of Gallipoli
«Cliffs of Gallipoli» (с англ. — «Скалы Галлиполи») — второй сингл шведской хэви-пауэр-метал-группы Sabaton, первый сингл из четвёртого альбома The Art of War.

## Песни
Сингл, помимо песни «Cliffs of Gallipoli» содержит песню «Ghost Division» (рус. Призрачная дивизия).

### Cliffs of Gallipoli
В песне рассказывается о Дарданелльской операции.

### Ghost Division
В этой песне рассказывается о 7-й танковой дивизии вермахта, которой командовал генерал Эрвин Роммель. Эта песня исполнялась как вступительная практически на всех концертах туров World War и Swedish Empire.

## Видеоклип
В клипе на песню участники исполняют композицию в тёмном помещении, помимо этого в клипе так же присутствуют кадры из фильма.

## Список композиций
| №  | Название              | Длительность |
| -- | --------------------- | ------------ |
| 1. | «Cliffs of Gallipoli» | 5:41         |
| 2. | «Ghost Division»      | 3:51         |

## Участники записи
- Йоаким Броден — вокал;
- Рикард Сунден — гитара;
- Оскар Монтелиус — гитара;
- Пэр Сундстрём — бас-гитара;
- Даниэль Муллбак — ударные;
- Даниэль Мюр — клавишные.